# 临泽任氏宅
临泽任氏宅，位于江苏省扬州市高邮市临泽镇中大街31-34号，建于清代，原为盐商住宅，后为任氏粮行。现存前后四进12间，包括前厅、正厅、上房、下房，保存完好。正厅镂空雕刻精美。2019年3月20日公布为第八批江苏省文物保护单位。